# دالان گدازه در ماه

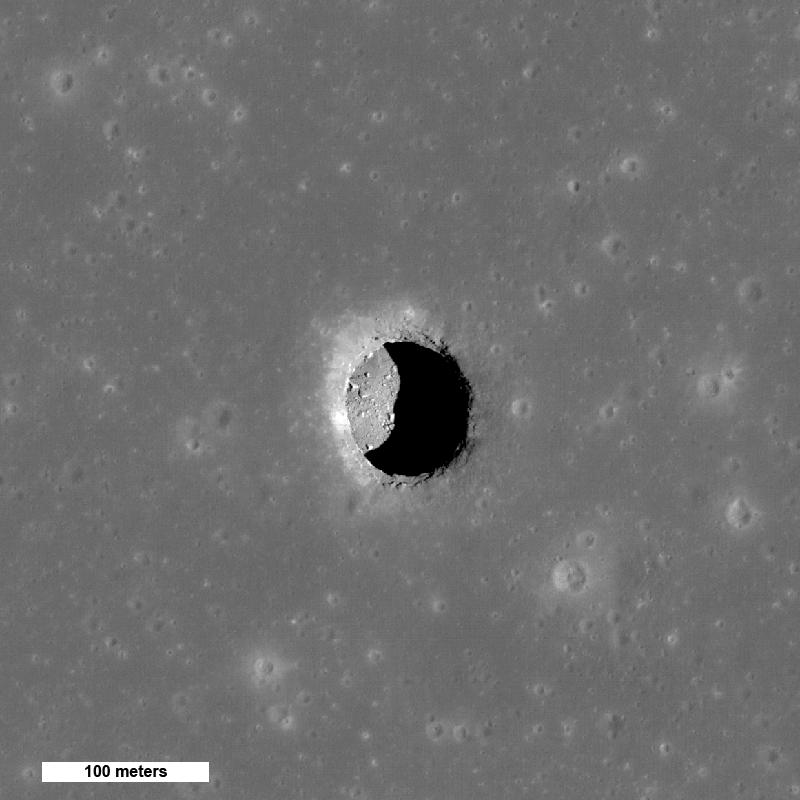
یک دهانه گودال ماه به عمق ۱۰۰ متر که ممکن است امکان دسترسی به یک دالان گدازه در ماه را فراهم کند.

دالان گدازه در ماه (انگلیسی: Lunar lava tube) لوله‌های گدازه ماه، لوله‌های گدازه ای در ماه هستند که در طی فوران جریان‌های گدازه بازالتی شکل گرفته‌اند. هنگامی که سطح یک جریان گدازه سرد می‌شود، سخت می‌شود و گدازه می‌تواند در یک گذر لوله ای شکل به زیر سطح منتقل شود. هنگامی که جریان گدازه کاهش می‌یابد، لوله ممکن است تخلیه شود و یک فضای خالی توخالی ایجاد کند. لوله‌های گدازه ماه بر روی سطوح شیب‌دار شکل می‌گیرند که زاویه آن از ۰٫۴ تا ۶٫۵ درجه متغیر است. این لوله‌ها قبل از اینکه در برابر فروپاشی گرانشی ناپایدار شوند، ممکن است تا ۵۰۰ متر (۱۶۰۰ فوت) عرض داشته باشند. با این حال، لوله‌های پایدار ممکن است هنوز در اثر رویدادهای لرزه ای یا بمباران شهاب سنگ مختل شوند.
وجود یک لوله گدازه گاهی با بودن یک پنجرهٔ «نور سقفی» آشکار می‌شود، جایی که سقف دالان به داخل آن فرو ریخته و حفره‌ای مدور از آن باقی می‌ماند که می‌تواند توسط مدارگردهای ماه مشاهده شود.